# Joodse begraafplaats (Amersfoort, Soesterweg)
De Joodse begraafplaats aan de Soesterweg is de huidige begraafplaats van de Joodse gemeenschap te Amersfoort.
Deze begraafplaats werd in 1873 in gebruik genomen en verving de Joodse begraafplaats aan de Bloemendalsestraat. Op het ogenblik zijn er ongeveer 3800 graven aanwezig.
Enkele onderdelen van de begraafplaats, zoals de beheerderswoning en het poortgebouw, zijn geklasseerd als rijksmonument. Vermoedelijk werden deze gebouwen ontworpen door stadsarchitect W.H. Kam.

### Afbeeldingen

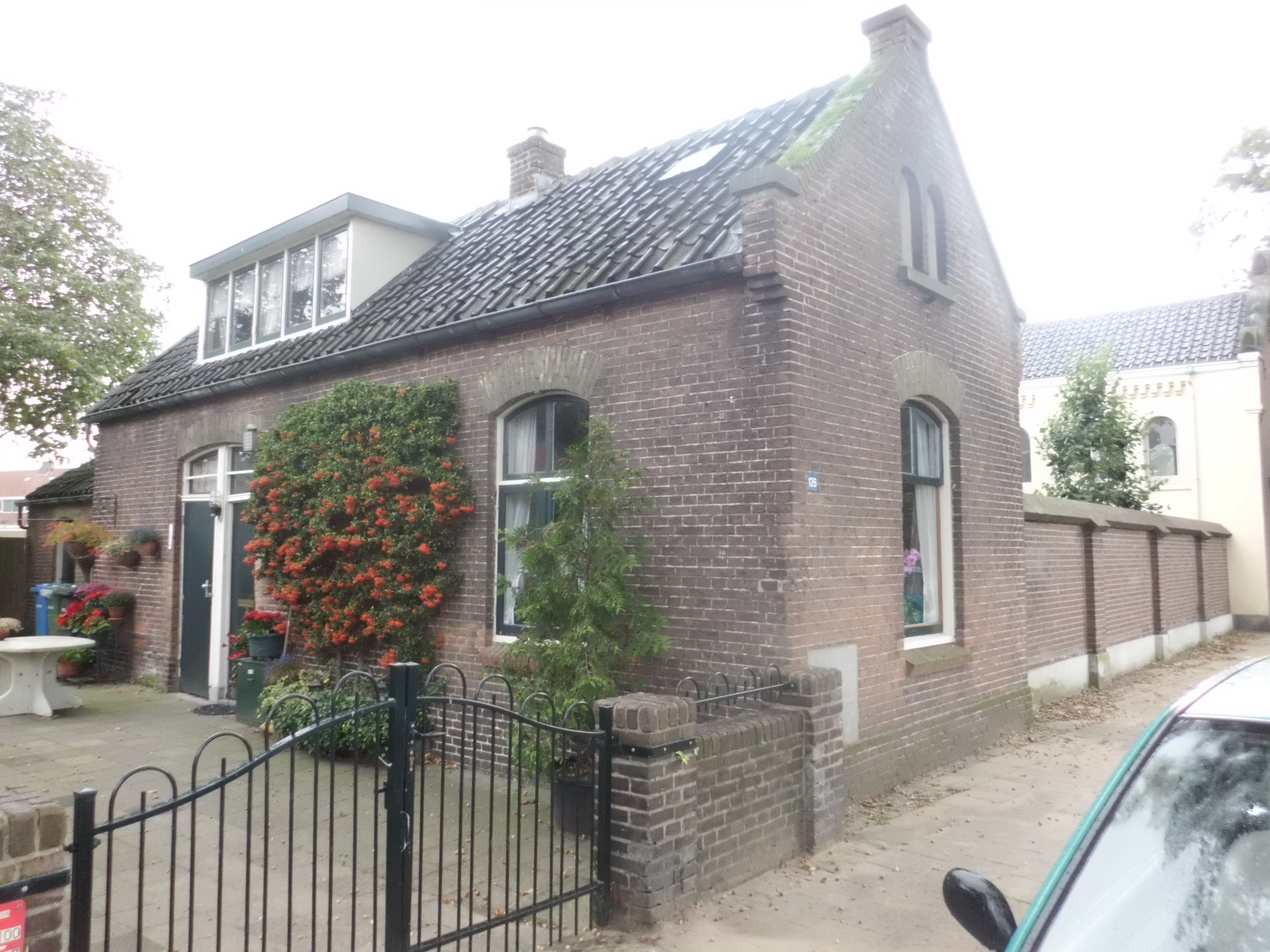
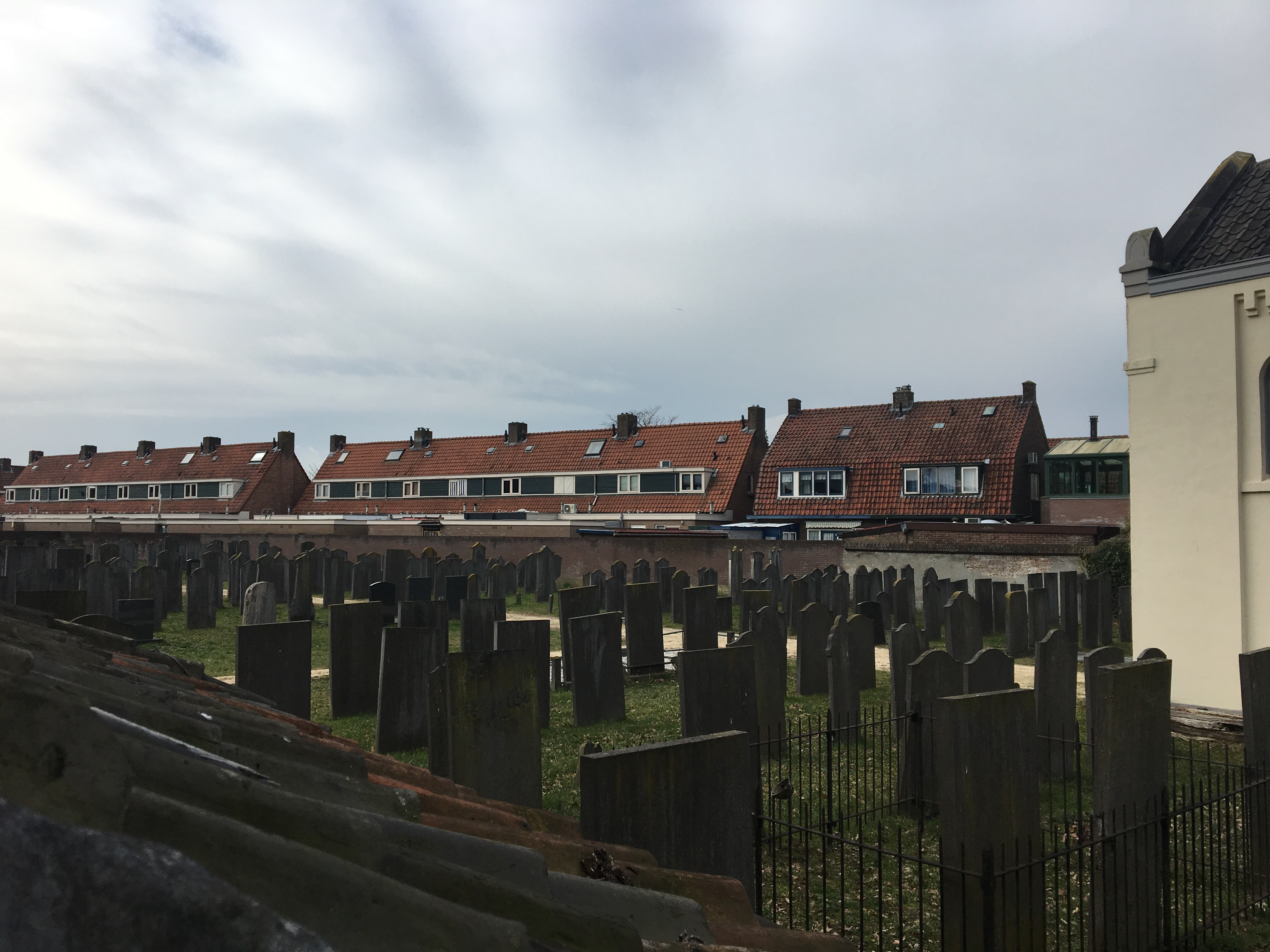